# Río Paucerna
El río Paucerna es un río amazónico boliviano, un afluente del río Iténez que discurre por el departamento de Santa Cruz.

## Geografía
El río Paucerna nace en la meseta de Caparú, a una altura aproximada a 700 m s. n. m. en las coordenadas 14°17′51″S 60°49′54″O / -14.29750, -60.83167. 
Desde su nacimiento fluye por la meseta en dirección norte unos 97 kilómetros hasta su entrada en la llanura, después de esto recorre otros 58 kilómetros hasta su desembocadura en el río Iténez en las coordenadas 13°31′54″S 61°06′27″O / -13.53167, -61.10750. 
Tiene en varios puntos importantes cataratas, como la catarata Arco Iris  (88 m) y la catarata Federico Ahlfeld (45 m). El río tiene todo su recorrido en el interior del Parque Nacional Noel Kempff Mercado, declarado también Patrimonio de la Humanidad en 1991.